# 水責め

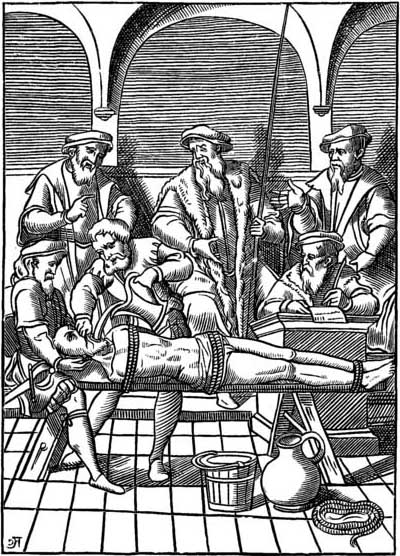
水責め

水責め（みずぜめ）とは、水を顔に浴びせ続け、または多量に飲ませるといった方法による拷問の総称。古来洋の東西を問わず様々な方法が考案されてきた。窒息させる効果と、冷たい水で体温を奪う効果がある。

## 方法

### その1

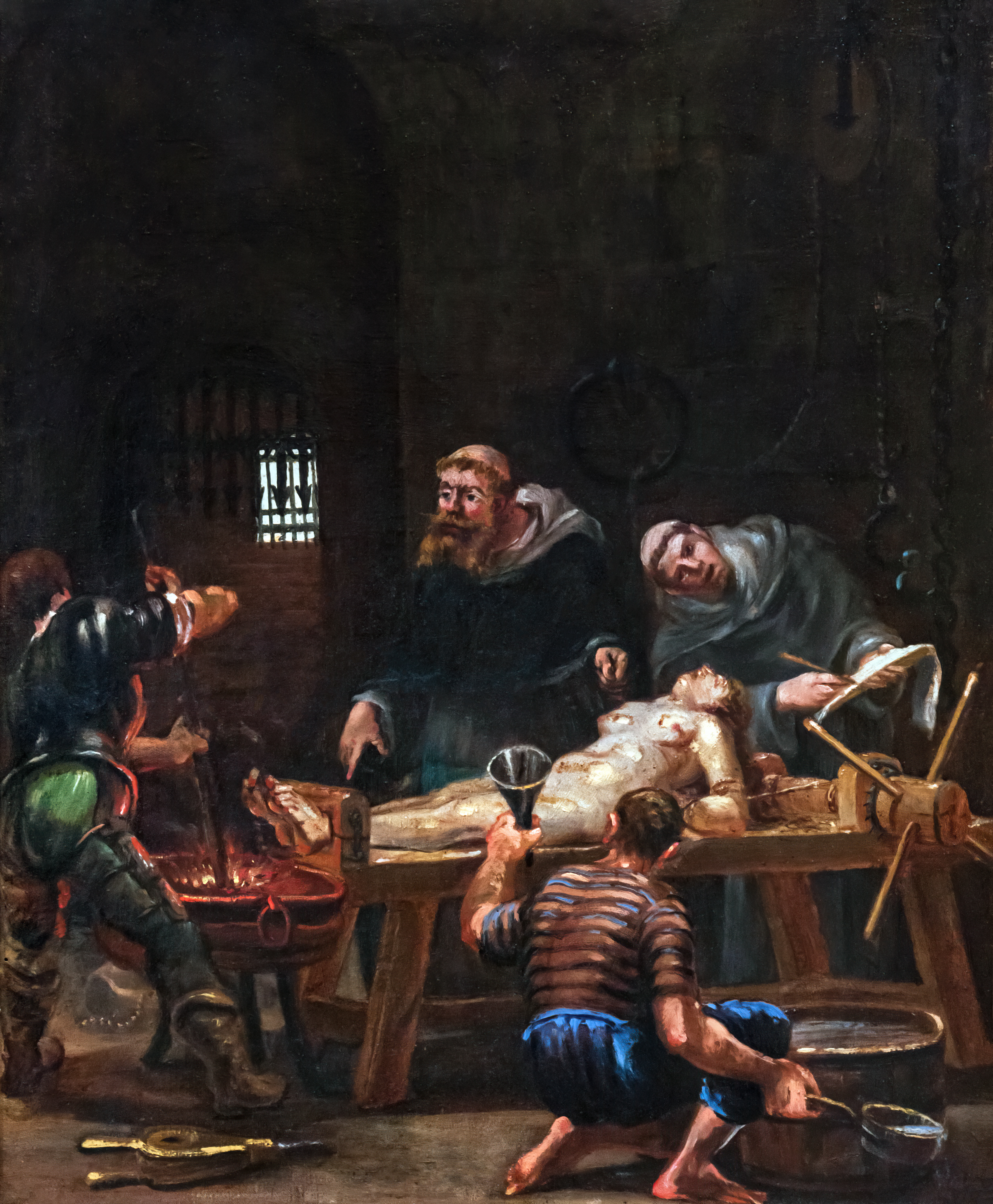
水責めにされるド・ブランヴィリエ侯爵夫人

仰向けに寝かして縛り付け、顔に水を休みなく注ぐ。口を閉めれば呼吸ができないが、開ければ水が流れ込む。西欧では、顔に布をかぶせたり、漏斗を喉に差し込んで水を流し込む方法がとられた。
胃が水で満ちると腹を攻撃する。頭を下にして腹を圧迫すると水を吐かせられる。この間も呼吸困難で苦しむ。

### その2

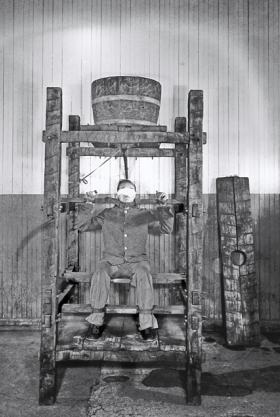

被験者を机や椅子に縛り付け、上部に備え付けられた桶から、常に一定間隔で額に水滴を落とし続ける。
身体損傷よりはむしろ、終わることのない低刺激を繰り返すことにより精神苦痛と最終的な精神崩壊を誘発させる方法。
西欧ではChinese water tortureとして広く知られている。

### その3
水に漬けて呼吸できないようにする方法。死にかけるまで水に漬け、引き上げて空気を吸わせるとまたすぐに漬ける。これを繰り返すのが基本。
ただ縛って水槽、池、あるいは川に漬ける以外に、道具を用いることがあった。ヨーロッパの「水責め椅子」は、片側に人を縛り付け水に漬ける巨大なシーソー。檻に入れたり、水車に縛り付ける方法もあった。

### その4
密室や箱に閉じ込めたまま、その中に水を入れ続ける方法。脱出できない限り、溺死と隣り合わせの状態になる。
さらに、拘束具などで身体を縛ったりして行動を制限したりする場合もある。

## 水牢
江戸時代の年貢滞納者などには「水牢」といい、おおむね腰の高さほどの水に漬かっている牢屋に閉じ込める刑罰が存在した。見た目とは裏腹にかなり残酷な刑罰で、座ったり横になって休むことができず眠ることもできない状態に置かれ、そのうちに皮膚が水を吸い過ぎてふやけてしまい破れてしまうというもの。
群馬県北部には江戸時代初期、真田氏が治めていた沼田藩が設けた水牢の遺跡が残っている。例として茂左衛門地蔵尊千日堂（利根郡みなかみ町月夜野491）、桃瀬の水牢（吾妻郡中之条町横尾1639、町指定史跡）、池の薬師水牢（吾妻郡東吾妻町新巻1083）がある。
水牢を禁じた藩として熊本藩があり、6代藩主細川重賢の頃、中国の明律にならって『刑法草書』が作成され、人道上の立場から年貢未納の百姓に対しても、これを禁じた。

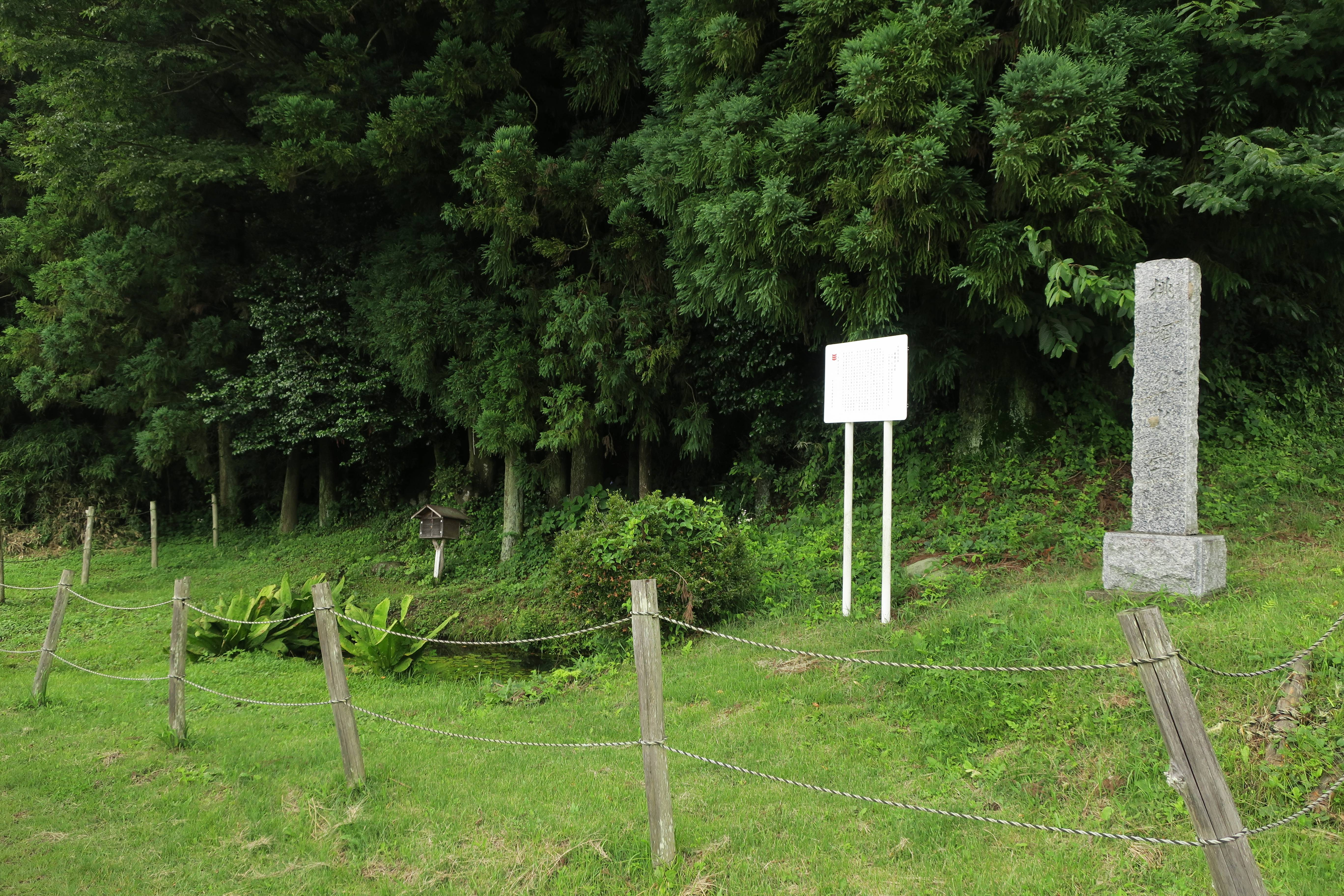
桃瀬の水牢